# Joaquim Pena i Costa
Joaquim Pena i Costa (* 1. März 1873 in Barcelona; † 25. Juni 1944 ebenda) war ein katalanischer Musikwissenschaftler und Musikkritiker.

## Leben und Werk
Joaquim Pena studierte zunächst Rechtswissenschaft an der Universität Barcelona.
Er widmete sich dann aber der Musik, seiner großen Leidenschaft. Er arbeitete als Musikkritiker für verschiedene Barceloneser Zeitschriften wie für Joventut und La Publicidad. Seine Kritiken wurden hoch geschätzt, weil sie immer gut recherchiert und immer um ein unabhängiges Gesamturteil bemüht waren.
Wenn er auch seine Tätigkeit als Musikkritiker nie aufgab, so lagen dennoch seine wesentliche Aktivitäten in der Musikwissenschaft und im Einsatz für das Musikleben. Stark von Felip Pedrell beeinflusst engagierte sich Pena besonders für die Musik Richard Wagners. Um dessen musikalische und ästhetischen Ideen bekannt zu machen, gründete und leitete er 1901 die Associació Wagneriana in Barcelona. Er übersetzte Wagner-Opern wie Lohengrin (1906), Die Meistersinger von Nürnberg (1907), Tannhäuser (1908), Tristan und Isolde (1910), Parsifal (1929) (sing- und aufführbar) wie auch musikalische Schriften des Komponisten ins Katalanische. 1902 machte er den Essay „Das Drama Richard Wagners“ von Houston Stewart Chamberlain in katalanischer Sprache verfügbar. Später weitete er seine diesbezügliche Übersetzungs- und Übertragungstätigkeit in die katalanische Sprache vor allem im Bereich des Kunstliedes auf andere Komponisten (Franz Schubert, Ludwig van Beethoven, Robert Schumann, Johann Sebastian Bach, Gabriel Fauré, Alexander Gretschaninow) aus. Er übersetzte auch mehrere russische und tschechische Opern für das Musiktheater. 1940 begann er mit der Übersetzung des Musiklexikons von Hugo Riemann. Er änderte jedoch die Ausrichtung dieses Projektes und schrieb ein Musikwörterbuch für katalanische und spanische Kulturbelange. Nach seinem Tod schrieb Higini Anglès dieses Lexikon weiter, das als Diccionario de la musica Labor 1954 in Barcelona veröffentlicht wurde. Von 1920 bis 1939 wirkte er als Sekretär des Kuratoriums des Pau Casals Orchesters. Er schrieb 1937 eine Biografie zu Enric Morera. Eine Auswahl seiner Musikkritiken wurde in das Werk Llibre en honor de Joaquim Pena (1910, „Buch zu Ehren von Joaquim Pena“) aufgenommen.